# 阿媽厝
阿媽厝，是臺灣彰化縣溪湖鎮的一個地名，位於該鎮東南部。相較於今日行政區，其範圍大致與媽厝里相近。

## 歷史
台灣清治末期至日治初期，阿媽厝地區為一街庄，稱為「阿媽厝庄」，隸屬於武西堡。該庄北與崙仔腳庄為鄰，東邊北段與羅厝庄為鄰，東邊南段及東南邊與竹仔腳庄為鄰，南邊一小段與海豐崙庄為界，西南邊及西邊為西勢厝庄。。
1901年（日治明治三十四年）11月，該庄隸屬於彰化廳。1909年（明治四十二年）10月，改隸屬於臺中廳。1920年（大正九年），該庄改制為「阿媽厝」大字，隸屬於臺中州員林郡溪湖庄，大字下有「阿媽厝」、「三塊厝」小字名。1938年，溪湖庄升格為溪湖街。
戰後溪湖街改制為溪湖鎮，隸屬於臺中縣，大字亦改制為里。1950年10月，中、彰、投分治，溪湖鎮改隸屬彰化縣。

## 聚落
本地區發展較早的聚落有阿媽厝、三腳厝（三角子）、三塊厝等，在日治期初期的官方地圖上已有記載。此外，本地區尚有後庄仔聚落。

## 交通
國道1號又稱「中山高速公路」，是貫穿台灣西部的兩條縱向高速公路之一，大致以北北東—南南西走向經過阿媽厝地區東部。境內未設交流道，北側最近的是縣道148號交會處的員林交流道，南側最近的是縣道150號交會處南側的北斗交流道，由此等可快速前往國道1號沿線各地。
省道台19線（彰水路二段～一段）又稱「中央公路」，是彰化至台南永康的幹道，大致以北北西—南南東走向轉北北東—南南西走向經過本地區西部邊界外不遠處。由該道路向北北西轉北可前往溪湖市區、埔鹽、福興東南端、秀水、彰化等地，向南南西可前往埤頭、竹塘、二崙、崙背等地。
鄉道彰47線（縱向湳底路）是南港至竹子腳的道路，大致以北北東—南南西走向轉北微東—南微西走向經過本地區東北端。由該道路向北北東轉北北西可前往崙子腳東部、四塊厝東部、三塊厝、南港並止於鄉道彰44線、鄉道彰52線起點路口，向南微西可前往竹子腳並止於鄉道彰143線路口。
鄉道彰139線（橫向湳底路）是後溪至媽厝的道路，其南側端點位於本地區北部鄉道140線路口。由此向西北西轉北出境後，可前往崙子腳、四塊厝的後溪聚落並止於縣道148號路口。
鄉道彰140線（J字形湳底路、橫向湳底路）是三塊厝至羅厝的道路，其西側端點位於本地區西部邊界地帶的鄉道彰141線路口。由此向東北轉東蜿蜒而行，經三塊厝聚落後轉東北再轉東南，經後庄子聚落北側後轉東北再轉北北東，過媽厝派出所後轉東。行至併行岔路沿左側舊路而行，至國道1號道路中斷，須繞道而行。由國道1號另一側斷點向東蜿蜒而行，經鄉道彰47線路口轉東北東後出境，可前往羅厝並止於鄉道彰143線路口。
鄉道彰141線（海豐路）是三塊厝至田尾的道路，其西北側端點位於本地區西部邊界外緣的省道台19線路口。由此向東南即到達本地區西部邊界處的鄉道彰140線起點路口，轉南南東沿邊界蜿蜒而行，續沿邊界轉東南東，經鄉道彰151線起點路口後因邊界線轉向南而入境，其後於本地區南部凸出部分的東側邊界出境，可前往竹子腳西南端、竹子腳與海豐崙交界地帶、海豐崙、溪子頂北部、田尾西南部、溪子頂東部、饒平厝西南部並止於省道台1線路口。

## 學校
- 彰化縣溪湖鎮媽厝國民小學